# Alectryon diversifolius
Alectryon diversifolius är en kinesträdsväxtart som först beskrevs av Ferdinand von Mueller, och fick sitt nu gällande namn av Sally T. Reynolds. Alectryon diversifolius ingår i släktet Alectryon och familjen kinesträdsväxter. Inga underarter finns listade i Catalogue of Life.